# Termoquímica

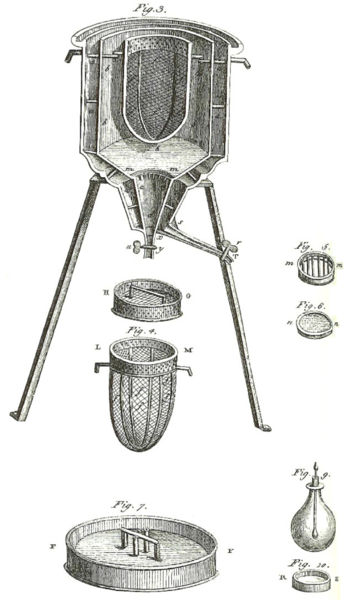
Primeiro calorímetro de gelo do mundo, usado no inverno de 1782–83 por Antoine Lavoisier e Pierre-Simon Laplace, para determinar o calor envolvido em várias alteração química, que eram baseados na descoberta anterior de Joseph Black do calor latente. Esse experimentos marcam a fundação da termoquímica

A termoquímica, também chamada de termodinâmica química, é o ramo da físico-química que estuda as quantidades de calor (energia) absorvidas ou liberadas em reações químicas. A reação que absorve energia é chamada de reação endotérmico quando o delta H maior que 0, sinal negativo no produto ou sinal positivo no reagente. Já a reação que libera energia é definida com uma reação exotérmico, que é identificada quando o valor do delta H < 0, também se o calor estiver com sinal negativo não reagente ou sinal positivo no produto. O aumento de energia que parte dos reagentes até o ponto mais alto é energia de ativação da reação. Então tá reação endotérmico quanto a isotérmica necessita dessa energia de ativação, pois ela é a energia mínima necessária para reação começar a ocorrer.
A termoquímica genericamente é relacionada com a troca de energia acompanhando transformações, tais como misturas, transições de fases, reações químicas, além de calcular grandezas como a capacidade térmica, o calor de combustão, o calor de formação, a entalpia e a energia livre.

## História
A termoquímica apoia-se sobre duas generalizações:
1. Leis de Lavoisier e Laplace (1780): A transferência de energia acompanhando qualquer transformação é igual e oposta à transferência de energia acompanhando o processo reverso.[4]
2. Lei de Hess (1840): A variação de energia (entalpia) total de uma reação é a soma das entalpias de reação das etapas em que a reação pode ser dividida.[5]

Gustav Kirchhoff mostrou em 1858 que a variação do calor de reação é dada pela diferença da capacidade térmica entre os produtos e os reagentes: dΔH / dT = ΔCp. A integração dessa equação permite avaliar o calor de reação a uma temperatura a partir de valores em outra temperatura.

## Princípios

### Calor e calorimetria
As transformações físicas e as reações químicas são, geralmente, acompanhadas pela liberação ou absorção de calor. Sabe-se, por exemplo, que é necessário fornecer calor (energia) para que a água seja aquecida a ponto de se vaporizar; e que, por outro lado, há liberação de calor (energia) quando o vapor da água se condensa. Percebe-se a enorme importância de se conhecer e controlar essas trocas de calor, por exemplo, no funcionamento das locomotivas a vapor, um dos avanços tecnológicos centrais da primeira revolução industrial, que transformava a energia térmica em trabalho.
A calorimetria é o estudo e a medição das quantidades de calor liberadas ou absorvidas pelos fenômenos físicos e químicos. Para o desenvolvimento experimental da medição do calor, foram construídos os calorímetros, aparelhos utilizados para efetivamente medir o calor trocado. Um dos mais simples calorímetros é o calorímetro de água, em que se coloca um corpo aquecido (ou que provoque uma reação química) dentro da água contida pelo calorímetro, resultando em seu aquecimento. Conhecendo o quanto a temperatura da água se elevou, é possível determinar a quantidade de calor liberada pelo corpo ou pela reação, contanto que a troca de calor com o ambiente externo seja desprezível. Com isso, percebe-se que o aumento de temperatura da água é devido exclusivamente ao corpo aquecido ou à reação ocorrida, isto é, o calor recebido pela água é, em módulo, igual ao calor cedido pelo corpo ou pela reação. Portanto, denominando-se por {\displaystyle m} a massa de água do calorímetro, por {\displaystyle c} o calor específico da água, e por {\displaystyle \Delta T} a variação na temperatura da água, temos que o calor trocado {\displaystyle Q} é tal que:
:{|cellpadding="5" style="border:2px solid #000000;background: #f5f5f5; text-align: center;"
|
{\displaystyle Q=mc\Delta T}
|}

### Energia interna
Na física da mecânica clássica, existem fundamentalmente dois tipos de energia que um objeto pode ter: 
- A energia cinética, associada ao seu movimento;
- A energia potencial, por ele armazenada e que pode se transformar em outro tipo de energia, cinética ou potencial.

Desse modo, é possível entender o calor liberado ou absorvido por uma reação química a partir do conceito de energia interna. A energia interna de uma substância qualquer, composta por átomos e/ou moléculas, é equivalente a soma da energia química armazenada por ligações elétricas entre átomos e entre moléculas (uma forma de energia potencial), e da energia térmica armazenada na translação, vibração ou rotação de átomos e moléculas (uma forma de energia cinética). Isto é, a energia interna de uma substância é armazenada parcialmente na forma de energia química e parcialmente na forma de energia térmica.
Tomando a generalização do conceito de energia interna de uma substância como sendo a energia interna de um sistema, a soma de todas as energias internas das substâncias que o compõem, enuncia-se então a lei da conservação de energia ou a primeira lei da termodinâmica para um sistema isolado, que não troca calor, e nem sofre nem exerce trabalho. Essa lei afirma que a variação da energia interna de um sistema isolado é nula, ou, de forma equivalente,  a energia interna de um sistema isolado é constante.

### Entalpia

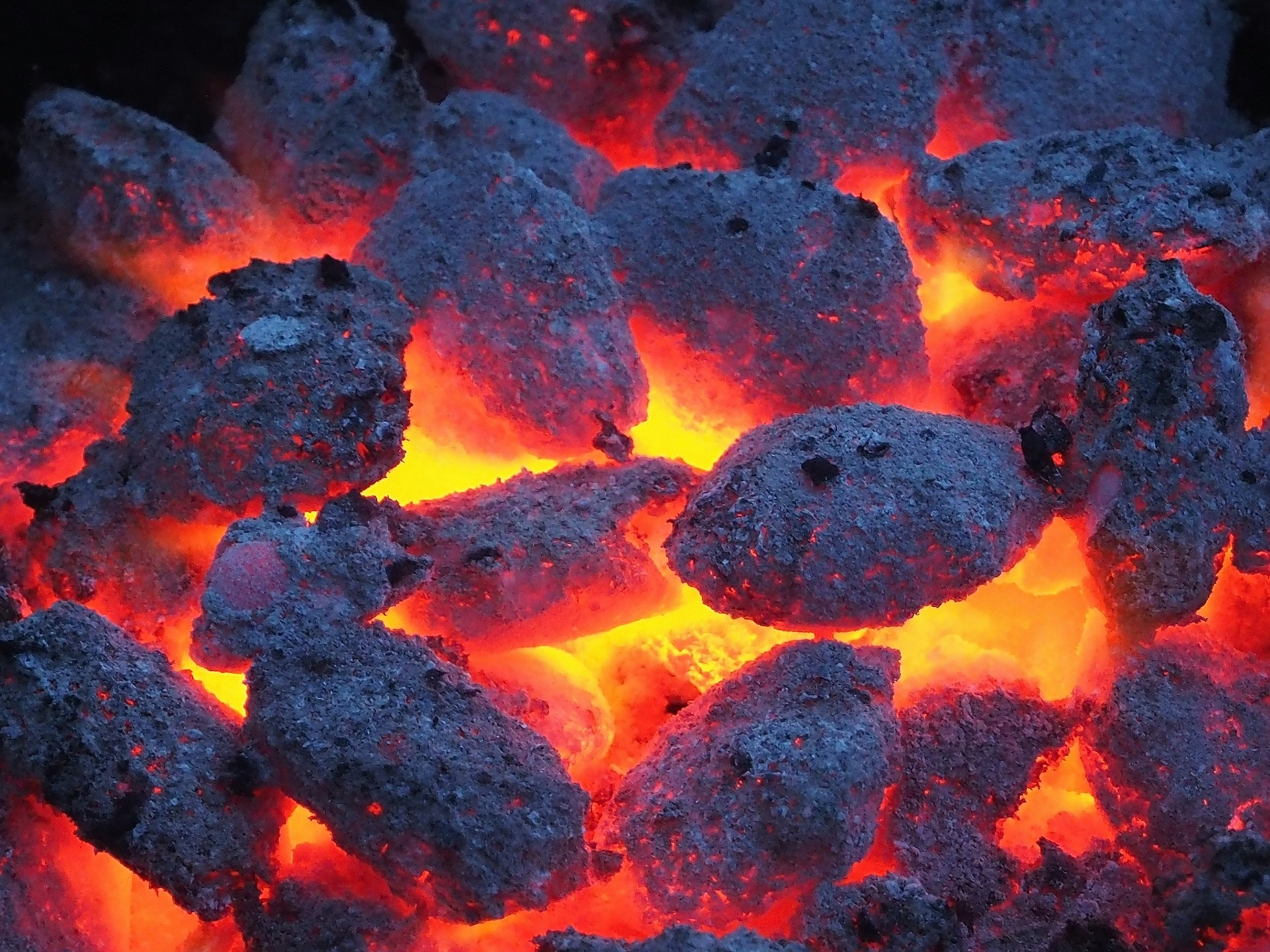
Combustão de carvão, liberando calor.

Entalpia é um conceito ligado a termodinâmica que serve para quantificar a quantidade de energia que uma substância contém. A entalpia é uma função de estado, uma propriedade extensiva ( proporcional a quantidade de mol).  
Para definir a entalpia, é conveniente tomar o exemplo da queima de carvão em um ambiente aberto. Nele, o carbono ({\displaystyle {\ce {C}}}) no carvão reage com o gás oxigênio ({\displaystyle {\ce {{O2}}}}) da atmosfera, produzindo monóxido de carbono ({\displaystyle {\ce {{CO}}}}). Resume-se a reação na seguinte equação, já balanceada:
{\displaystyle {\ce {2{C}+ {O2}-> 2{CO}}}}
Em uma análise preliminar, percebe-se que o volume do sistema aumentou, pois, já que o volume do carbono sólido era desprezível, havia 1 mol {\displaystyle {\ce {{O2}}}} que se transformou em 2 mols de {\displaystyle {\ce {{CO}}}}. 
Portanto, parte da energia liberada na reação foi utilizada para expandir o gás na forma de trabalho. Como decorrência da conservação de energia, esse trabalho de expansão deverá ser "descontado" da energia liberada pela reação, resultando em um "saldo" menor da energia. Denomina-se esse "saldo" por entalpia ({\displaystyle H}) ou conteúdo de calor. Essa grandeza sempre se refere à energia liberada ou absorvida pela reação em sistemas abertos, em que a pressão é constante devido ao reservatório da atmosfera.
Com isso, a variação de entalpia ({\displaystyle \Delta H}) é a medida da quantidade de calor ({\displaystyle Q}) liberada ou absorvida pela reação, à pressão constante ({\displaystyle P}). Ou seja:
:{|cellpadding="5" style="border:2px solid #000000;background: #f5f5f5; text-align: center;"
|
{\displaystyle \Delta H=Q}, a {\displaystyle P} constante
|}

### Reações exotérmicas e endotérmicas
Reações exotérmicas são as reações que produzem ou liberam calor, como por exemplo a queima de carvão e a combustão da gasolina. Nelas, a entalpia dos reagentes é maior que a entalpia dos produtos, resultando em uma variação negativa de entalpia ({\displaystyle \Delta H<0}). Já as reações endotérmicas são exatamente o oposto, absorvendo calor para poder serem realizadas, como a decomposição de carbonato de cálcio a síntese de óxido nítrico. Nessas reações, a entalpia dos reagentes é menor que a entalpia dos produtos, resultando em uma variação positiva ({\displaystyle \Delta H>0}).
Como exemplo comparativo, a reação que tem como produto H2O é exotérmica, pois libera calor. Já a reação inversa é endotérmica, porque necessita de calor para que se gerem os produtos:
{\displaystyle {\ce {{H2_{(}g)}+1/2{O2_{(}g)}->{H2O_{(}l)}}}} {\displaystyle \quad \Delta H=-286kJ/mol}
{\displaystyle {\ce {{H2O_{(}l)}->{H2_{(}g)}+1/2{O2_{(}g)}}}} {\displaystyle \quad \Delta H=+286kJ/mol}

### Energia de ativação
A energia de ativação é a menor quantidade de energia necessária que deve ser fornecida aos reagentes para a formação do complexo ativado e para a ocorrência da reação.